# Alexander Christovao
Alexander Christovao (Landana, 14 marzo 1993) è un ex calciatore angolano, di ruolo attaccante.

## Carriera
Ha giocato in Eredivisie con Groningen e Cambuur.